# 5-Nitrobenzeno-1,3-diol
5-nitroresorcinol ou 5-Nitrobenzeno-1,3-diol. É uma nitroresorcina de formula molecular C6H5NO4. É um composto orgânico usado como precursor.     